# کباب‌شده (فیلم)
«کباب شده» (انگلیسی: Grilled (film)) فیلمی در ژانر زوج هنری است که در سال ۲۰۰۶ منتشر شد.

## بازیگران
- ری رومانو
- کوین جیمز
- سوفیا ورگارا
- جولیت لوئیس
- مایکل راپاپورت
- بری نیومن
- برت رینولدز
- جیم دان